# Nelfi Depangher
Nelfi Depangher, slovenski bobnar, skladatelj in besedilopisec, * 16. november 1951, Koper.
Leta 1967 je ustanovil skupino Faraoni. Z Janezom Bončino je igral med letoma 1976 in 1979 pri skupini September. Živi v Izoli.